# Atlanta Hawks 1990-1991
La stagione 1990-91 degli Atlanta Hawks fu la 42ª nella NBA per la franchigia.
Gli Atlanta Hawks arrivarono quarti nella Central Division della Eastern Conference con un record di 43-39. Nei play-off persero al primo turno con i Detroit Pistons (3-2).

## Roster
| N° | Naz.                   | Ruolo | Sportivo          | Anno | Alt. | Peso |
| -- | ---------------------- | ----- | ----------------- | ---- | ---- | ---- |
| 2  | Stati Uniti (bandiera) | C     | Moses Malone      | 1955 | 208  | 98   |
| 4  | Stati Uniti (bandiera) | G     | Spud Webb         | 1963 | 168  | 60   |
| 10 | Stati Uniti (bandiera) | G     | John Battle       | 1962 | 188  | 79   |
| 15 | Stati Uniti (bandiera) | G     | Sidney Moncrief   | 1957 | 191  | 82   |
| 21 | Stati Uniti (bandiera) | GA    | Dominique Wilkins | 1960 | 201  | 91   |
| 22 | Stati Uniti (bandiera) | G     | Rumeal Robinson   | 1966 | 188  | 88   |
| 25 | Stati Uniti (bandiera) | G     | Doc Rivers        | 1961 | 193  | 84   |
| 32 | Stati Uniti (bandiera) | C     | Jon Koncak        | 1963 | 213  | 113  |
| 33 | Stati Uniti (bandiera) | GA    | Duane Ferrell     | 1965 | 201  | 95   |
| 34 | Stati Uniti (bandiera) | C     | Gary Leonard      | 1967 | 216  | 113  |
| 40 | Stati Uniti (bandiera) | C     | Tim McCormick     | 1962 | 211  | 109  |
| 41 | Stati Uniti (bandiera) | A     | Howard Wright     | 1967 | 203  | 100  |
| 42 | Stati Uniti (bandiera) | AC    | Kevin Willis      | 1962 | 213  | 100  |
| 44 | Stati Uniti (bandiera) | A     | Trevor Wilson     | 1968 | 201  | 95   |

## Staff tecnico
- Allenatore: Bob Weiss
- Vice-allenatori: Kevin Loughery, Johnny Davis